# Adrian Gheorghiu
Adrian Gheorghiu (* 30. November 1981 in Moinești) ist ein rumänischer Fußballspieler. Er ist seit Anfang 2018 ohne Verein.

## Karriere
Die Karriere von Gheorghiu begann bei Petrolul Moinești. Im Sommer 2004 wechselte er zu FCM Bacău in die Divizia A. Dort wurde er zum Stammspieler. Nach dem Abstieg 2006 verließ er den Klub zum Ligakonkurrenten FC Vaslui. Mit seiner neuen Mannschaft konnte er sich in den folgenden Jahren im vorderen Mittelfeld platzieren. Als der Klub sich in höhere Tabellenregionen orientierte, kam er seltener zum Einsatz. Im Jahr 2010 erreichte er das Pokalfinale, wo er CFR Cluj unterlag. Im Januar 2013 wechselte er zum Ligakonkurrenten Ceahlăul Piatra Neamț, nachdem er in der Hinrunde 2012/13 nur auf einen Einsatz gekommen war. Mit Ceahlăul musste er am Ende der Saison 2014/15 aus der Liga 1 absteigen. Er blieb dem Klub zunächst auch in der Liga II treu, schloss sich in der Winterpause 2015/16 dem Ligakonkurrenten SC Bacău an. Seit Sommer 2016 war er ein Jahr ohne Verein, ehe ihn Mitte 2017 Drittligist CS Aerostar Bacău verpflichtete. Anfang 2018 löste er seinen Vertrag wieder auf.